# 若洲公園

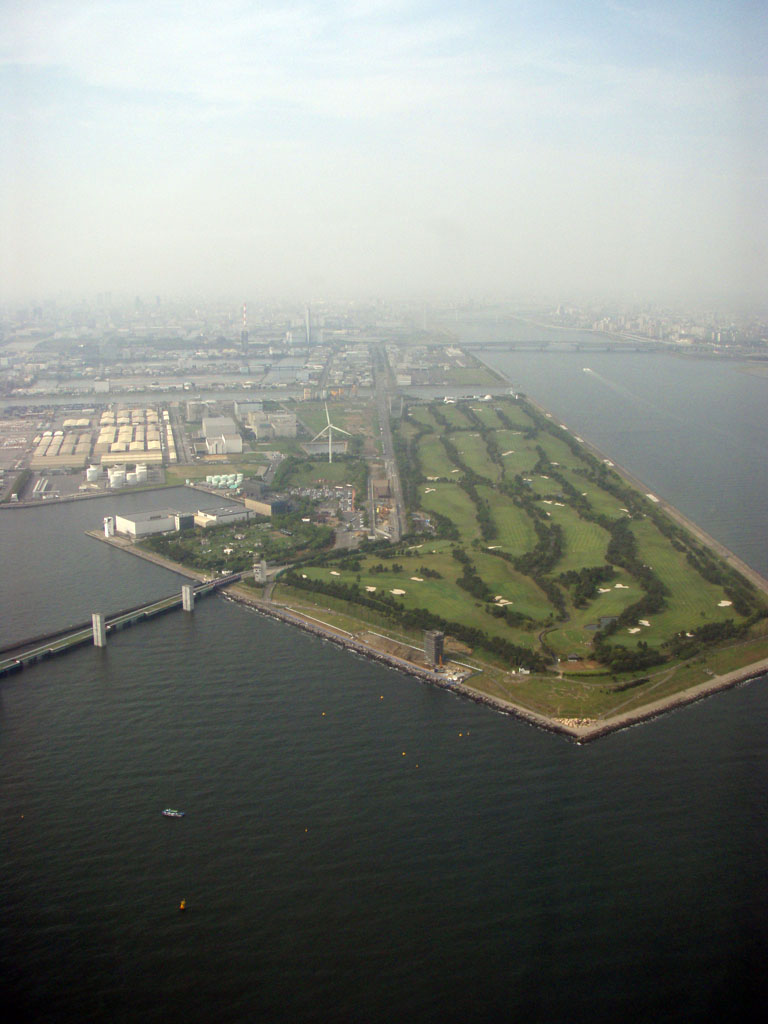
上空から見た若洲地区。画面奥は新木場地区。左の橋が東京ゲートブリッジ

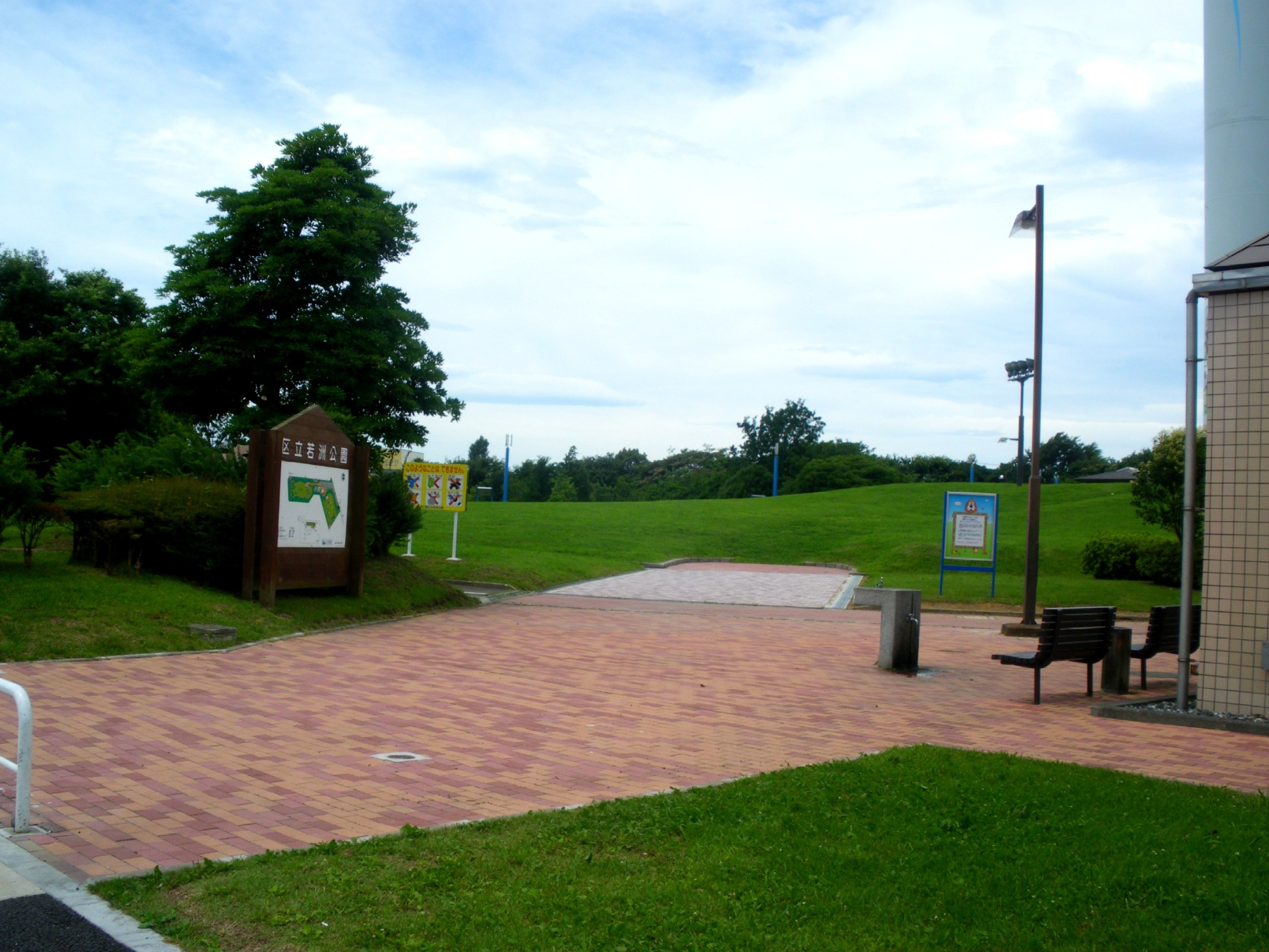
若洲公園入口

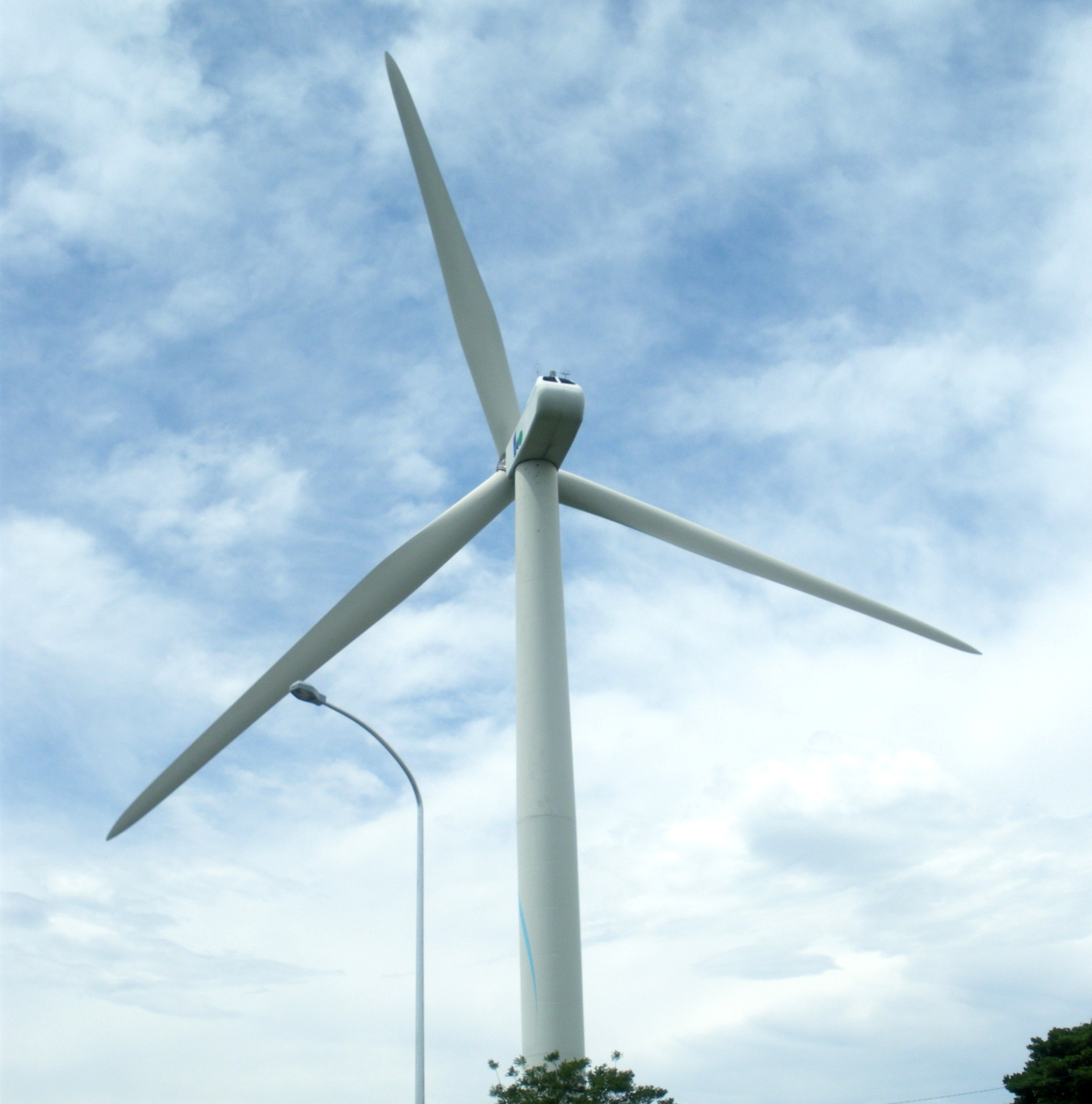
公園内にある風力発電機

若洲公園（わかすこうえん）は、東京都江東区若洲三丁目にある江東区立の公園である。2006年4月1日より、若洲海浜公園内のキャンプ場、貸し自転車、特種自転車、多目的広場の部分が東京都港湾局より江東区に移管され、江東区立若洲公園となったものである。東京ゲートブリッジの歩道への入口は同公園内にある。

## 公園内の施設

### 無料施設
- 多目的広場 - 芝生の広場のほか、各種遊具が整った広場。親子連れの姿を見かけることができる。

### 有料施設
- 若洲キャンプ場 - 東京都区部でも数少ないキャンプ場。親子連れから団体まで訪れるものが多く、休日はにぎやかである。デイキャンプ（日帰り）のほか、宿泊キャンプも出来る。
- レンタサイクル - 若洲海浜公園内の広い自転車道を自転車を借りて周る事ができる。雨の日は貸し出しをしていないことが多い。
- 特種自転車 - 犬の形やパンダの形などをした、変り種の自転車を乗ることができる。

## 交通
隣接する若洲海浜公園に準じている。
- 路線バス：京葉線・有楽町線・りんかい線新木場駅より木11甲系統若洲キャンプ場前行きに乗車（新木場循環は経由しない）、約15分。休日は1時間に1本ほどの運行。
- マイカー：駐車場有り。（普通車1回500円/大型バス1回2,000円）

## 開園時間
公園は常時開園。キャンプ場は火曜日定休日（火曜日が祝日の場合は翌日が休み）。他に年末年始も休み。

## 利用料金
持ち込んだ自転車でサイクリングロードの利用、公園自体の利用は無料だが、キャンプ場の利用、自転車の貸し出し等は有料なので事前に確認のこと。

## バイクによる騒音問題
東京都江東区青海二丁目にある都立の海上公園（ふ頭公園）である青海南ふ頭公園（あおみみなみふとうこうえん）は、長年に渡り多数のバイクが集まる溜り場となっていたことから、近隣は騒音による被害を受けていた。平成28年（2016）以降、警察による取り締まりが強化されたため、平成29年(2017)頃から東京都江東区若洲にある江東区立若洲公園の駐車場に集まるようになった。この地でも同様の被害を与えた結果、2018年4月1日から、若洲公園駐車場は夜間、二輪の乗り入れが禁止になった。若洲公園駐車場が夜間二輪乗り入れ禁止になる前日の夜には、バイクが乗り入れ禁止になるという事実にもかかわらず、多数のバイクがお祭り騒ぎで集まってきた。なお、こうした問題が増大し、最後には閉鎖された例として、大阪市第七岸壁（通称ナナガン、2017年12月8日以降、一般立ち入り禁止）がある。また同様の懸念がされている場所として、横浜赤レンガ倉庫街や汐留イタリア街、江ノ島や道の駅いちかわなどがある。